# Joseph Jefferson
Pour les articles homonymes, voir Jefferson.
Joseph Jefferson,,, est un acteur américain né le 20 février 1829 à Philadelphie, Pennsylvanie (États-Unis), décédé le 23 avril 1905 à Palm Beach (Floride).

## Biographie

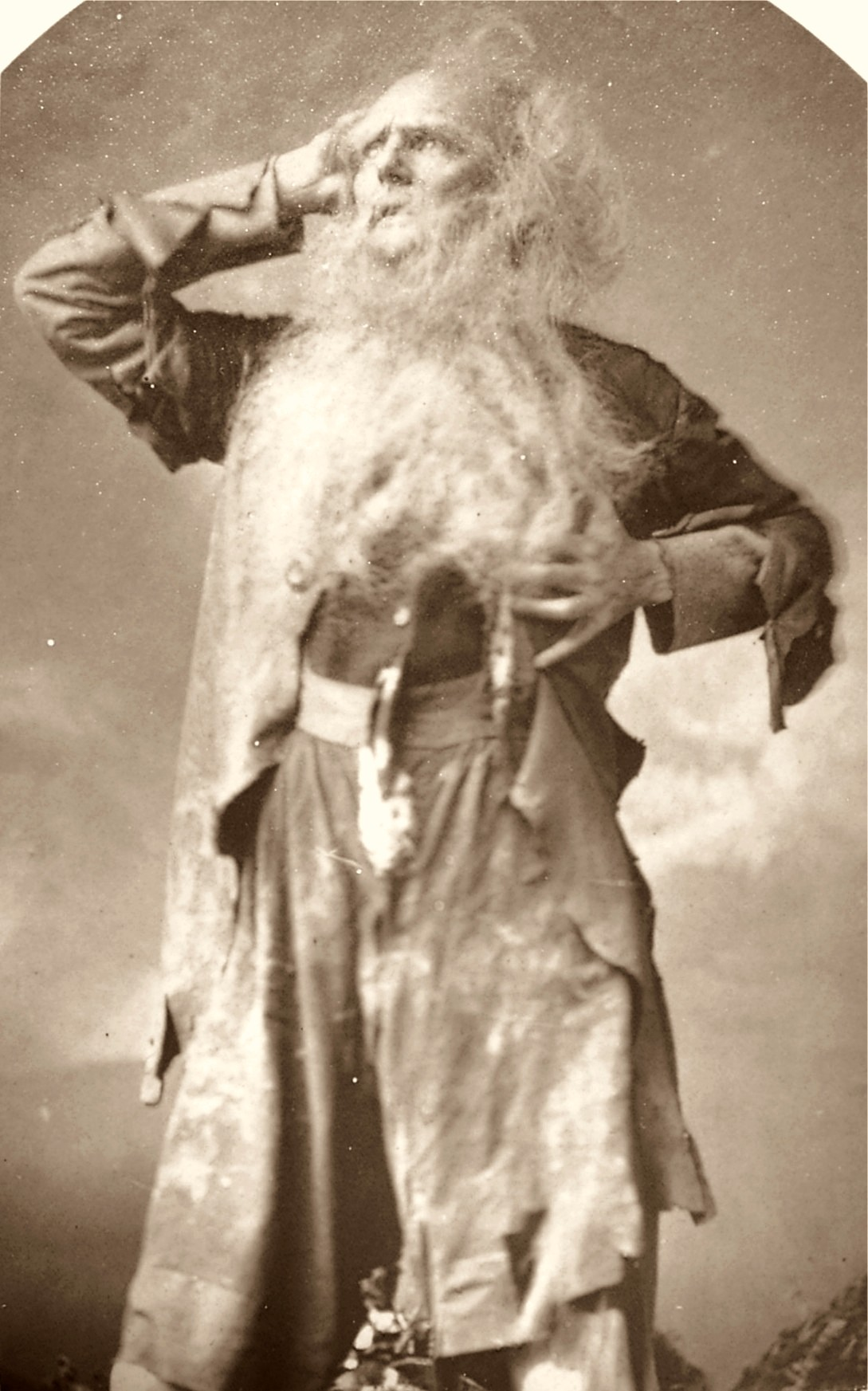
Joseph Jefferson dans le rôle-titre de la pièce Rip Van Winkle en 1905.

Le rôle qui a fait la célébrité de Joseph Jefferson est celui du personnage de Rip Van Winkle, dans la pièce de Dion Boucicault inspirée de la nouvelle de Washington Irving, rôle qu'il reprend dans une série de films muets de 1896.
Son fils Thomas joue lui-même Rip Van Winkle dans des films postérieurs.

## Filmographie
- 1896 : Rip's Twenty Years' Sleep : Rip Van Winkle
- 1896 : Rip Passing Over the Mountain : Rip Van Winkle
- 1896 : Rip's Toast to Hudson : Rip Van Winkle
- 1896 : Rip's Toast : Rip Van Winkle
- 1896 : Rip Meeting the Dwarf : Rip Van Winkle
- 1896 : Rip Leaving Sleepy Hollow : Rip Van Winkle
- 1896 : Exit of Rip and the Dwarf : Rip Van Winkle
- 1896 : Awakening of Rip : Rip Van Winkle
- 1903 : Rip Van Winkle : Rip Van Winkle

## Joseph Jefferson Awards
En 1968, se crée à Chicago les prix Jeff Awards qui récompensent des acteurs et professionnels du théâtre.

## Anecdotes
La correspondance de Joseph Jefferson ainsi que divers documents se rapportant à lui sont déposés à l'Université de Louisiane à LaFayette.